# Liste des grades de l'Armée israélienne
L'armée israélienne ou TSAHAL (Tsava Haganah LéIsraël : en français,  forces de défense d'Israël) a une structure hiérarchique unique. En effet, depuis sa création, l'armée israélienne est une force intégrée : il n'y a pas de différence entre les grades de l'armée de terre, de la marine, de l'armée de l'air ou du service de santé. Une autre spécificité de l'armée israélienne est son passage de grade rapide pour les engagés, qui disposent de facilités de reclassement dans la fonction publique civile ou dans les institutions para-étatiques, après avoir été engagés (après la période du service militaire de deux années et huit mois pour les hommes - augmentée d'une année pour les officiers - et de deux années pour les femmes). 
En 1948, il était prévu à la constitution des forces de défense israéliennes, que la carrière militaire devait se dérouler durant une période d'au maximum vingt cinq années, entre la fin du service obligatoire (environ vingt-et-un ans pour les jeunes appelés) et l'âge obligé de retraite à quarante-cinq ans, pour les officiers supérieurs et généraux. Depuis les années 1970, la carrière des officiers généraux est proche de celle des officiers généraux des autres armées : ils peuvent servir jusqu'à environ cinquante-cinq ans. 
Les grades en vigueur proviennent de ceux de l'organisation clandestine de défense des implantations juives créée dès 1920, la  Haganah, développée en Palestine mandataire pour protéger le Yichouv. Cette origine se reflète dans la structure particulière des grades de TSAHAL, officiellement apparue le 26 mai 1948 par l'ordonnance n°4 du gouvernement de l'Etat d'Israël, devant amalgamer les anciennes troupes de la Haganah, apparue en 1921, du Palmach, créé en 1941, de l'Irgoun créé en 1937, formé par des anciens de la Haganah, lié au Parti Révisionniste et aux membres du Lehi (appelé par les Britanniques à l'époque : "gang Stern") apparus à compter de la fin de l'année 1940[pas clair], le Lehi étant une scission de l'Irgoun.

## Grades actuels

### Officiers[1]
| Catégorie                           | Nom du grade et équivalent français                                                             | Rôle et condition d'obtention | Insigne | Insigne | Insigne | Code OTAN équivalent |
| ----------------------------------- | ----------------------------------------------------------------------------------------------- | --- | ------- | ------- | ------- | -------------------- |
| קצינים בכירים Officiers Supérieurs  | (רב-אלוף (רא"ל Rav alouf (Ra'al) Chef de l'état-major général (traduisible par "Grand Général") | Les officiers au grade de Alouf sont promus à ce grade sur recommandation du ministre de la défense et avec l'accord du gouvernement Israélien. C'est la fonction suprême dans l'armée israélienne. | Terre   | Air     | Mer     | OF-10                |
| קצינים בכירים Officiers Supérieurs  | (רב-אלוף (רא"ל Rav alouf (Ra'al) Chef de l'état-major général (traduisible par "Grand Général") | Les officiers au grade de Alouf sont promus à ce grade sur recommandation du ministre de la défense et avec l'accord du gouvernement Israélien. C'est la fonction suprême dans l'armée israélienne. |         |         |         | OF-10                |
| קצינים בכירים Officiers Supérieurs  | אלוף Alouf Général d'armée (Traduisible par "Général")                                          | Ce grade est décerné par le chef d'état-major avec l'accord du ministre de la défense. Les officiers à ce grade sont chefs des différentes armées et bureaux. |         |         |         | OF-9                 |
| קצינים בכירים Officiers Supérieurs  | (תת-אלוף (תא"ל Tat alouf (Ta'al) Général de brigade (traduisible par "Sous-Général")            | Ce grade est décerné par le chef d'état-major avec l'accord du ministre de la défense. Les officiers à ce grade sont chefs de garnison. Le grand rabbin de l'armée et le porte-parole sont aussi à ce grade. |         |         |         | OF-6                 |
| קצינים בכירים Officiers Supérieurs  | אלוף משנה (אל"מ) Alouf mishne (Alam) Colonel (Traduisible par "Général adjoint")                | Ce grade est décerné par le chef d'état-major avec l'accord du ministre de la défense. Les officiers à ce grade sont chefs de division dans les unités combattantes ou chefs de départements dans les unités de soutien. Les présidents des tribunaux militaires sont aussi à ce grade. |         |         |         | OF-5                 |
| קצינים בכירים Officiers Supérieurs  | (סגן-אלוף (סא"ל Sgan alouf (Saal) Lieutenant-colonel (traduisible par "Général Assistant")      | À partir d'ici, les grades ne sont plus décernés automatiquement après avoir accumulé de l'ancienneté comme les précédents. Ce grade est décerné par un général avec l'accord du chef d'état-major ou celui du chef du département des ressources humaines. Dans les unités combattantes, les officiers à ce grade sont chefs de brigades ou capitaines de corvettes Sa'ar 5 ou de sous-marins. Dans les unités de soutien, les officiers à ce grade sont chefs de branche. |         |         |         | OF-4                 |
| קצינים בכירים Officiers Supérieurs  | (רב סרן (רס"ן Rav seren (Rasan) Commandant (traduisible par "Grand Commandant")                 | Ce grade est décerné trois années après avoir reçu celui de Seren, ou dès l'enrôlement d'une personne détenant un doctorat. Dans les unités combattantes, les officiers à ce grade sont chefs de bataillons, chefs d'escadrons et capitaines de corvette Sa'ar 4.5. Dans les unités de soutien, les officiers à ce grade sont chefs de section. |         |         |         | OF-3                 |
| קצינים זוטרים Officiers Subalternes | סרן Seren Capitaine (traduisible par "Commandant")                                              | Ce grade est décerné trois années après avoir reçu celui de Segen, ou dès l'enrôlement d'une personne détenant un master. Dans les unités combattantes, les officiers à ce grade sont chefs de compagnies, ou capitaines de bateaux de patrouille. Dans les unités de soutien, les officiers à ce grade sont sous-chefs de branche et assistants aux généraux. |         |         |         | OF-2                 |
| קצינים זוטרים Officiers Subalternes | סגן Segen Lieutenant (traduisible par "Assistant")                                              | Ce grade est décerné une année après avoir reçu celui de Segen Mishne, ou dès l'enrôlement d'une personne détenant une licence. Dans les unités combattantes, les officiers à ce grade sont chefs de pelotons. C'est le grade que reçoivent les diplômés des différents programmes académiques d'élite. |         |         |         | OF-1                 |
| קצינים זוטרים Officiers Subalternes | (סגן-משנה (סג"מ Segen Mishne (Sagam) Sous-lieutenant (traduisible par "Assistant adjoint")      | Ce grade est décerné dès la fin du cours d'officiers. |         |         |         | OF-1                 |

### Sous-officiers et hommes du rang[1]
| Catégorie                             | Nom du grade et équivalent Français                                                                   | Rôle et condition d'obtention | Insigne | Insigne | Insigne | Code OTAN équivalent |
| ------------------------------------- | --- | --- | ------- | ------- | ------- | -------------------- |
| נגדים Sous-officiers                  | (רב-נגד (רנ"ג Rav Nagad (Ranag) Major (Traduisible par "Sous-officier chef")                          | Ce rang est attribué à un nombre réduit de sous-officiers, généralement au moins 5 ans après avoir reçu le grade de Rav-Samal Bakhir, pas automatiquement après avoir accumulé de l'ancienneté comme les autres grades. La promotion est faite au mérite. | Terre   | Air     | Mer     | OR-9                 |
| נגדים Sous-officiers                  | (רב-נגד (רנ"ג Rav Nagad (Ranag) Major (Traduisible par "Sous-officier chef")                          | Ce rang est attribué à un nombre réduit de sous-officiers, généralement au moins 5 ans après avoir reçu le grade de Rav-Samal Bakhir, pas automatiquement après avoir accumulé de l'ancienneté comme les autres grades. La promotion est faite au mérite. |         |         |         | OR-9                 |
| נגדים Sous-officiers                  | רב-נגד משנה (רנ"מ) Rav-Nagad Mishne (Ranam) (traduisible par "Sous-officier chef adjoint")            | Ce grade n'est pas utilisé. |         |         |         |                      |
| נגדים Sous-officiers                  | רב-סמל בכיר (רס"ב) Rav-Samal Bakhir (Rassab) Adjudant-chef (traduisible par "Sergent chef Supérieur") | Ce grade est décerné au moins sept années après avoir reçu celui de Rav-Samal Mitkadem. |         |         |         | OR-8                 |
| נגדים Sous-officiers                  | רב-סמל מתקדם (רס"מ) Rav-Samal Mitkadem (Rassam) Adjudant (traduisible par "Sergent-chef Avancé")      | Ce grade est décerné au moins sept années après avoir reçu celui de Rav-Samal Rishon. |         |         |         | OR-7                 |
| נגדים Sous-officiers                  | רב-סמל ראשון (רס"ר) Rav-Samal Rishon (Rassar) Sergent-chef (traduisible par "Premier Sergent-chef")   | Ce grade est décerné au moins neuf années après avoir reçu celui de Rav-Samal. |         |         |         | OR-6                 |
| נגדים Sous-officiers                  | רב-סמל (רס"ל) Rav-Samal (Rasal) Sergent (traduisible par "Sergent-chef")                              | Ce grade est généralement décerné deux années après le grade de Samal Rishon aux soldats ayant décidé de continuer leur service militaire sans suivre le cours d'officiers. |         |         |         | OR-5                 |
| חוגרים Soldats en service obligatoire | סמל ראשון (סמ"ר) Samal Rishon (Samar) Caporal-chef (traduisible par "Sergent")                        | Les soldats combattants sont promus à ce grade deux années et quatre mois après leur enrôlement. Les soldats des unités de soutien au combat sont promus à ce grade 2 ans et 5 mois après leur enrôlement. Les soldats des unités arrières sont promus à ce grade 2 ans et 5 mois après leur enrôlement. |         |         |         | OR-4                 |
| חוגרים Soldats en service obligatoire | סמל Samal Caporal (traduisible par "Sergent")                                                         | Ce grade est le grade de commandement le plus bas, ce qui signifie qu'à partir de ce grade, il est possible de commander d'autres soldats. Les soldats combattants sont promus à ce grade un an et quatre mois après leur enrôlement. Les soldats des unités de soutien au combat sont promus à ce grade un an et demi après leur enrôlement. Les soldats des unités arrières sont promus à ce grade une année et neuf mois après leur enrôlement. |         |         |         | OR-3                 |
| חוגרים Soldats en service obligatoire | רב טוראי (רב"ט) Rav Touraï (Rabat) 1re classe                                                         | Ce grade est considéré comme un peu plus avancé que celui de soldat. Les soldats combattants sont promus à ce grade à la fin de leur formation de base, généralement sept mois après leur enrôlement. Les soldats des unités de soutien au combat sont promus à ce grade huit mois après leur enrôlement. Les soldats des unités arrières sont promus a ce grade dix mois après leur enrôlement.                                                   |         |         |         | OR-2                 |
| חוגרים Soldats en service obligatoire | טוראי Touraï Soldat                                                                                   | Le grade de soldat est le grade accordé à tout soldat dès le jour de son enrôlement. |         |         |         | OR-1                 |

### Officiers académiques[1]
| Nom du grade                                                                              | Rôle et condition d'obtention | Insigne | Insigne | Insigne |
| ----------------------------------------------------------------------------------------- | --- | ------- | ------- | ------- |
| קצין אקדמאי בכיר (קא"ב) Katsín akadémaï bakhír (Ka'ab) Officier académique de 1re classe  | Équivalent au grade de Seren (capitaine). Futur officier du service médical, du service médical dentaire, du service vétérinaire, de justice ou aumônier. Soldat diplômé (master et plus) en service obligatoire ou qui n'a pas encore complété le cours d'officiers.                                                                          |         |         |         |
| קצין מקצועי אקדמאי (קמ"א) Katsin Miktsoi Akadémaï (Kama) Officier académique de 2e classe | Équivalent au grade de Segen (lieutenant). Futur officier du service médical, officier du service médical dentaire, officier du service vétérinaire, officier de justice, officier de religion. Soldat diplômé dans le cadre du programme Atouda (réserve académique) en service obligatoire qui n'a pas encore complété le cours d'officiers. |         |         |         |

## Grades abolis
| Nom du grade                                      | Rôle et condition d'obtention | Insigne |
| ------------------------------------------------- | --- | ------- |
| ממלא מקום קצין (ממ"ק) Memale Makom Katsin (Mamak) | Équivalent au grade d'aspirant. Soldat ayant une fonction d'officier sans l'être, ou soldat étant en train de faire le cours d'officiers. Ce grade fut aboli au début des années 1990. |         |
| טוראי ראשון (טר"ש) Touraï Rishon (Tarash)         | Était situé entre le grade de Touraï et celui de Rav Touraï. Ce grade fut aboli en 1999.                                                                                               |         |